# Carestia russa del 1921-1923

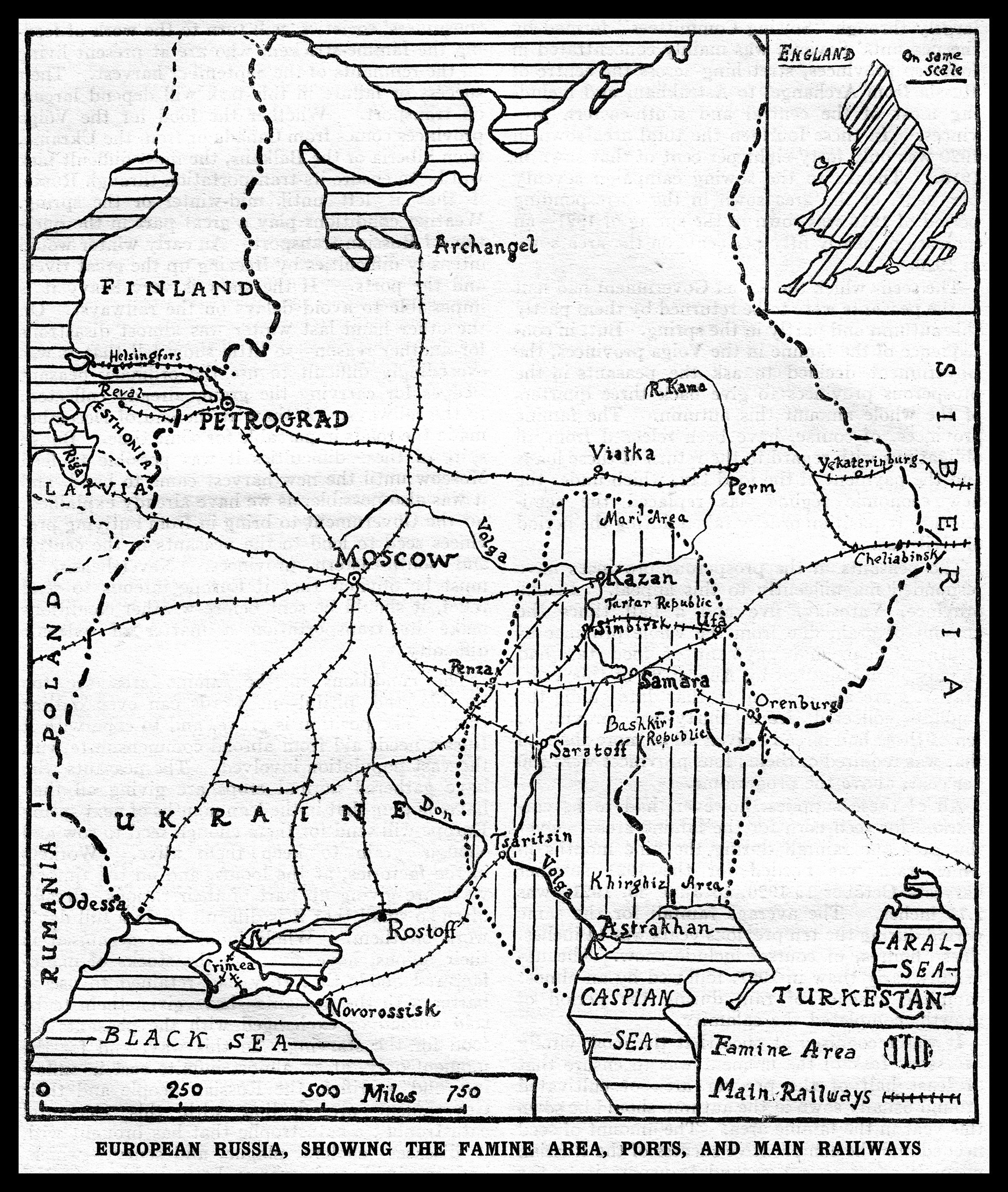
Diffusione della carestia russa del 1921

La carestia russa del 1921-1923, interessò soprattutto la regione del Volga e del fiume Ural e causò la morte di circa 5 milioni di persone.
La carestia fu causata da una combinazione di effetti, con i danni provocati alla produzione agricola già dalla prima guerra mondiale e, in seguito, dagli scontri della rivoluzione e della guerra civile con la sua politica del comunismo di guerra. Una delle siccità russe intermittenti colpì nel 1921 aggravando la portata della catastrofe nazionale. In molti casi il disinteresse delle amministrazioni locali, che si resero conto troppo tardi della portata del problema, contribuì alla tragedia. Ad esempio, nell'estate del 1921, metà dell'area arabile della Crimea fu distrutta dalla siccità, ma non furono richiesti aiuti fino al maggio dell'anno successivo.
Nelle aree colpite dalla carestia la fame era così dura che ci si chiedeva se mangiare il poco grano rimasto piuttosto che seminarlo. Ad un certo punto le agenzie umanitarie furono costrette a fornire cereali al personale delle ferrovie per far spostare i rifornimenti.

## Storia della carestia

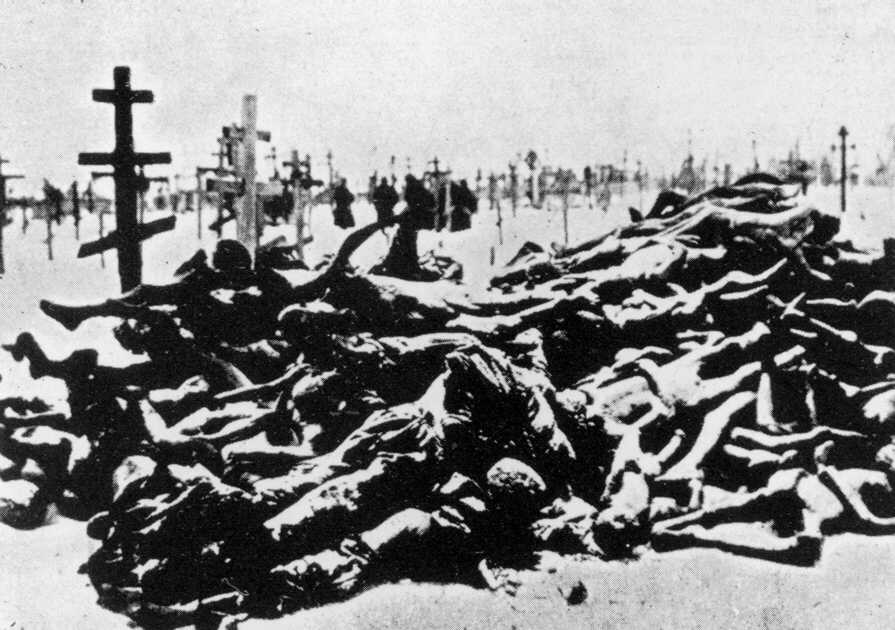
Vittime della carestia a Buzuluk.

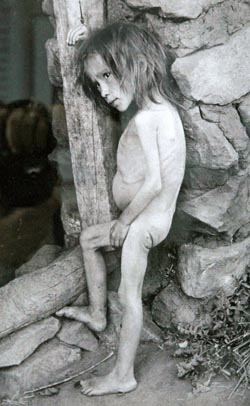
Bambina russa a Buguruslan, 1921

La Russia aveva sofferto per sei anni e mezzo a causa della guerra prima che iniziasse la carestia. L'ultimo anno della prima guerra mondiale sul fronte orientale si combatté sul territorio della Russia imperiale. Le guerre moderne mettono in ginocchio qualunque economia; ma per la maggior parte di quel periodo la Russia fu tagliata fuori dal commercio non soltanto con gli Imperi centrali ma, con la chiusura dei Dardanelli, anche dal resto del mondo. La fine delle esportazioni di grano avrebbe potuto significare l'avere i granai pieni, se non fosse stato per il peculato e la corruzione diffusa nella Russia imperiale.
Prima della carestia tutte le parti coinvolte nella guerra civile russa del 1918-20 — i Bolscevichi, i Bianchi, gli Anarchici, le nazionalità secessioniste — avevano fatto uso dell'antica tattica della "terra bruciata": avevano razziato il cibo a chi lo produceva per darlo alle loro armate e ai loro sostenitori, e lo avevano negato ai nemici. L'efficienza bolscevica in questa tattica è stata confermata da loro documenti svelati di recente; essa contribuì senza dubbio alla loro vittoria. Il governo bolscevico aveva requisito rifornimenti ai contadini senza dar niente in cambio, portando ad una drastica riduzione di raccolti; ciò fu interpretato come un deliberato tentativo di minare lo sforzo militare, per cui Lenin ordinò in risposta di prendere loro il cibo che avevano conservato per la propria sussistenza e le sementi per la semina. Nel 1920 Lenin ordinò con maggiore enfasi di eseguire tale politica.Leon Trotsky discusse con Lenin l'inefficacia di tali misure nella primavera del 1920; Lenin alla fine ammise i suoi errori.
Nel giugno 1921 Michail Tuchačevskij, nominato in seguito maresciallo, fu inviato a reprimere la ribellione di Tambov con autoblinde e cannoni. Egli ordinò la cattura di ostaggi, in particolare i figli primogeniti, che sarebbero stati fucilati se le loro famiglie fossero state trovate in possesso di armi o avessero dato rifugio ai ribelli. L'ordine ebbe l'opposizione delle cariche maggiori e fu revocato dopo un mese.
La American Relief Administration, che Herbert Hoover aveva formato per aiutare dall'inedia causata dalla prima guerra mondiale, aveva offerto assistenza a Lenin nel 1919 a condizione che avessero a disposizione la rete ferroviaria russa e che il cibo fosse distribuito imparzialmente; Lenin rifiutò quella che giudicò un'interferenza negli affari interni russi.
Questa carestia, la ribellione di Kronstadt, rivolte contadine su vasta scala come la ribellione di Tambov e il fallimento dell'offensiva generale tedesca convinsero Lenin a rivedere la sua politica interna ed estera. Decretò la Nuova Politica Economica (NEP) il 15 marzo 1921. La carestia aiutò anche a produrre un'apertura ad Occidente: Lenin stavolta consentì alle associazioni umanitarie di portare aiuto; fortunatamente gli aiuti di guerra non erano più richiesti nell'Europa occidentale, e l'A.R.A. aveva già un'organizzazione in piedi in Polonia per alleviare la carestia dell'inverno 1919-20.

## Gli aiuti internazionali
Sebbene non fosse stato richiesto ufficialmente alcun aiuto, ad una commissione di persone ben note senza ovvie affiliazioni partitiche fu concesso di inviare un appello. Nel luglio 1921 lo scrittore Maksim Gor'kij pubblicò un appello al resto del mondo, nel quale affermava che milioni di vite erano minacciate dal cattivo raccolto. Alla conferenza di Ginevra del 15 agosto organizzata dalla Commissione internazionale della Croce Rossa, fu creata la Commissione internazionale per gli aiuti alla Russia con a capo il dottor Fridtjof Nansen e i suoi Alti commissari. Il principale membro era l'American Relief Association di Hoover, insieme con altri enti come l'American Friends Service Committee e l'Unione internazionale Salvate i bambini, il cui maggiore sostenitore era il fondo britannico Salvate i bambini.
Nansen si diresse a Mosca, dove firmò un accordo con il ministro degli esteri sovietico Georgij Vasil'evič Čičerin, che assegnò alla sua commissione internazionale il pieno controllo delle operazioni. Allo stesso tempo si iniziarono campagne per raccogliere fondi in Gran Bretagna, con tutti gli elementi delle moderne campagne umanitarie — pubblicità a piena pagina sui quotidiani, raccolto di fondi locali e raccolte di fondi mediante film che mostravano gli effetti della carestia. Per settembre da Londra era stata mandata una nave con 600 tonnellate di rifornimenti. Il primo centro di distribuzione fu aperto a ottobre a Saratov.
La commissione d'aiuto riuscì a sfamare dieci milioni di persone, con il grosso degli aiuti provenienti dall'A.R.A., che era finanziata dal Congresso degli Stati Uniti; a confronto l'Unione internazionale Salvate i bambini riuscì al suo massimo operativo a sfamare 375 000 persone. L'operazione fu un azzardo — diversi operatori morirono di colera — e non fu esente da critiche, incluso il Daily Express londinese, che dapprima negò la gravità della carestia e in seguito argomentò che i fondi sarebbero stati meglio spesi per alleviare la povertà in patria.

### Il periodo successivo
I bolscevichi permisero alle agenzie internazionali di continuare a distribuire cibo gratuitamente per tutto il 1923, mentre loro esportavano il grano prodotto. Il risultato netto, poiché il grano è un bene facilmente scambiabile con beni o valuta, fu che ricevettero denaro gratuitamente dai filantropi dell'Occidente. Gli aiuti furono sospesi quando ci si rese conto di questa situazione. Il primo attacco di cuore di Lenin avvenne nella primavera del 1922 e, in seguito, fu soggetto ad afasia; pertanto non è chiara l'intera portata delle sue responsabilità nelle vendite di grano. Tuttavia il raggirare i capitalisti sarebbe stato in accordo con le sue linee politiche note.
François Furet ha stimato che ci furono cinque milioni di morti nella carestia; a paragone, il peggiore raccolto della Russia zarista nel 1892 causò tra 375 000 e 400 000 vittime. È anche vero che la crisi era seguita ad anni di raccolti normali o addirittura ottimi, contribuendo ad incrementare le riserve; il raccolto del 1888 era stato "eccellente oltre la più ottimistica speranza". Inoltre avvenne in un clima di pace, commercio internazionale e ordine; non ci sarebbero state guerre in Russia fino al 1914.

## Strumentalizzazioni politiche
Come riportato precedentemente, la carestia russa del 1921-23 arrivò alla fine di oltre sei anni di scompigli e violenza. Molte differenti fazioni politiche e militari furono coinvolte in quegli eventi, e la maggior parte avevano accusato i loro nemici di aver contribuito a creare la carestia, o addirittura di averne interamente la responsabilità.
Il governo comunista la usò come scusa per montare un attacco contro la Chiesa ortodossa; le chiese vennero spogliate, ostentatamente per fornire aiuti alle vittime della carestia. Molti membri anziani del clero vennero giustiziati e ancora di più vennero deportati.[8]